# Кононова, Евгения Анатольевна
Евге́ния Анато́льевна Ко́нонова (род. 28 сентября 1989) — российская легкоатлетка, специалистка по прыжкам в высоту. Выступала за сборную России по лёгкой атлетике в 2010-х годах, победительница и призёрка международных турниров, первенств всероссийского значения. Представляла Санкт-Петербург. Мастер спорта России. Тренер.

## Биография
Евгения Кононова родилась 28 сентября 1989 года.
Занималась лёгкой атлетикой в Санкт-Петербурге, тренеры — А. О. Радух, М. Б. Еркина, Е. В. Семашко. Окончила Национальный государственный университет физической культуры, спорта и здоровья имени П. Ф. Лесгафта.
Первых серьёзных успехов добилась в сезоне 2012 года, когда выиграла серебряную медаль на турнире BIGBANK Kuldliiga в Таллине, установив личный рекорд в помещении 1,91 метра, и одержала победу на Мемориале Пугачёва-Ионова в Санкт-Петербурге — с личным рекордом на открытом стадионе — 1,92 метра. Также была лучшей на первенстве Санкт-Петербурга, получила серебро на турнире Meeting de Atletismo Madrid.
В 2013 году взяла бронзу на зимнем чемпионате России в Москве, победила на Кубке России в Ерино, выиграла несколько международных турниров в Финляндии, заняла четвёртое место на летнем чемпионате России в Москве (впоследствии в связи с допинговой дисквалификацией Светланы Школиной переместилась в итоговом протоколе на третью позицию). Будучи студенткой, представляла страну на домашней Универсиаде в Казани — в финале прыжков высоту с результатом 1,92 стала четвёртой.
В 2015 году победила на Мемориале Густава Суле в Тарту и на турнире Loiste Eliittikisat в Тампере, получила серебро на Мемориале Алексеева в Санкт-Петербурге, стала бронзовой призёркой на турнирах Savo Games в Лапинлахт и Eliittikisat в Тампере, на Кубке России Ерино. На зимнем чемпионате России в Москве и на летнем чемпионате России в Чебоксарах в обоих случаях заняла восьмое место.
В 2016 году была лучшей на Открытом чемпионате Санкт-Петербурга, показала седьмой результат на чемпионате России в помещении в Москве.
В 2017 году выиграла чемпионат Санкт-Петербурга в помещении, была шестой на чемпионате России в помещении в Москве, завоевала бронзовую награду на командном чемпионате России в Сочи, закрыла десятку сильнейших на чемпионате России в Жуковском.
Завершила спортивную карьеру по окончании сезона 2018 года, в котором среди прочего выиграла турнир «Русская зима» и заняла шестое место на чемпионате России в помещении в Москве.
Работала инструктором-методистом в санкт-петербургском Училище олимпийского резерва № 1. Частный тренер по лечебной физкультуре и лёгкой атлетике.